# Różany (województwo zachodniopomorskie)
Różany – (do 1945 niem. Rosenhof) wieś w Polsce położona w województwie zachodniopomorskim, w powiecie koszalińskim, w gminie Bobolice. Wchodzi w skład sołectwa Głodowa.
W latach 1975–1998 miejscowość położona była w województwie koszalińskim.
Założenie folwarczne istniało już w XVIII w. i należało do majątku w Głodowej. Dwór wybudowano, gdy właścicielem był Goede. Od 1928 r. do końca wojny właścicielem była rodzina von Hagen.

## Zabytki
- park dworski, poł. XIX, nr rej.: 1071 z 10.01.1979, pozostałość po dworze.

Inne miejscowości o nazwie Różany: Różany